# 久田敏之
久田 敏之（ひさだ としゆき、1981年4月28日 - ）は、群馬県出身の競艇選手。登録番号4188。身長168cm。血液型AB型。91期。群馬支部所属。同期に川上剛、長嶋万記、三浦永理らがいる。

## 来歴
- やまと競艇学校時代、リーグ戦勝率6.48（準優出6　優出4）の成績を残した。
- 2002年11月9日、桐生競艇場でデビュー（6着）。
- 2002年11月22日、戸田競艇場での一般競走で初勝利（9走目）。
- 2006年10月14日、桐生競艇場での周年記念にG1初出場。10月19日、最終日9RでG1初勝利。
- 2009年7月22日、唐津競艇場での一般競走で初優勝。
- 2010年1月7日、桐生競艇場での「第38回群馬ダービー」で優勝。
- 2010年3月22日、桐生競艇場での「第12回日本財団会長杯」で優勝（通算3回目）。